# Natalja Szaposznikowa
Natalja Witaljewna Szaposznikowa, po mężu Sut, ros. Наталья Витальевна Шапошникова (ur. 24 czerwca 1961 w Rostowie nad Donem) – radziecka gimnastyczka. Dwukrotna mistrzyni olimpijska i dwukrotna brązowa medalistka olimpijska z Moskwy (1980), mistrzyni świata (1978), mistrzyni Związku Radzieckiego.
Poślubiła radzieckiego gimnastyka, mistrza świata w wieloboju drużynowym z 1981 roku, Pawieła Suta.

## Osiągnięcia
| Zawody               | Rok  | Konkurencja | Konkurencja | Konkurencja | Konkurencja | Konkurencja   | Konkurencja    |
| Zawody               | Rok  | VT          | UB          | BB          | FX          | wielobój ind. | wielobój druż. |
| -------------------- | ---- | ----------- | ----------- | ----------- | ----------- | ------------- | -------------- |
| Igrzyska olimpijskie | 1980 | 1           | 3T QR       | 3           | 3           | 4             | 1              |
| Mistrzostwa świata   | 1979 |             |             |             |             |               | 2              |
| Mistrzostwa świata   | 1978 | 6           |             | 8           |             | 3             | 1              |